# ジョー・ドンブロウスキー
ジョー・ドンブロウスキー（Joe Dombrowski、1991年5月12日 - ）は、アメリカ合衆国、マーシャル出身の自転車競技（ロードレース）選手。

## 来歴
2010年
- ツアー・オブ・ユタ 総合27位

2011年、ランス・アームストロングが立ち上げたチーム・レディオシャックのU23下部組織チーム、トレック・リブストロング・プレゼンテッドバイ・レディオシャックに加入しU23レースを転戦。
- フレーシュ・ドゥ・スゥド 総合8位
- ツール・ド・ラブニール 総合38位

2012年
- ツアー・オブ・ジラ 総合3位、新人賞
- ツアー・オブ・カリフォルニア 総合12位
- ジロビオ(ジロ・デ・イタリアU23) 総合優勝、ヤングライダー賞、区間2勝
- ツアー・オブ・ユタ 総合4位、ヤングライダー賞
- USA・プロ・サイクリング・チャレンジ 総合10位、ヤングライダー賞

2013年、イギリスのUCIプロチーム、チームスカイに移籍。
- ジロ・デル・トレンティーノ 区間1勝

2015年
- チーム・キャノンデール・ガーミンに移籍
- ツアー・オブ・ユタ　 総合優勝

2019年
- ツアー・オブ・ユタ　区間優勝（第6ステージ）

2020年
- UAE チーム・エミレーツに移籍。

2021年
- ジロ・デ・イタリア 区間優勝（第4ステージ）

2022年
- アスタナ・カザクスタン・チームに移籍。